# Cérémonie d'ouverture des Jeux olympiques d'été de 2008
La cérémonie d'ouverture des Jeux olympiques d'été de 2008 est la cérémonie d'ouverture par laquelle ont été lancés les Jeux olympiques d'été de 2008 à Pékin, la capitale de la république populaire de Chine. D'une durée de trois heures, elle a eu lieu le 8 août 2008 dès 20 h 8 heure locale dans le Stade national de Pékin, construit pour l'occasion.
Intégrant la déclaration d'ouverture par le Président chinois Hu Jintao ainsi que les traditionnels serments olympiques des juges et des sportifs, elle a été retransmise en direct dans de nombreux pays, à destination de plusieurs milliards de téléspectateurs, et en différé de 8 minutes en Chine. De nombreuses personnalités chinoises et étrangères étaient présentes dans l'enceinte sportive parmi les quelque 91 000 spectateurs, 14 000 figurants et 10 000 athlètes, issus de 204 nations.
Estimée à un coût de 100 millions de dollars, la cérémonie chinoise a été la plus onéreuse de l'histoire des Jeux olympiques.

## Calendrier

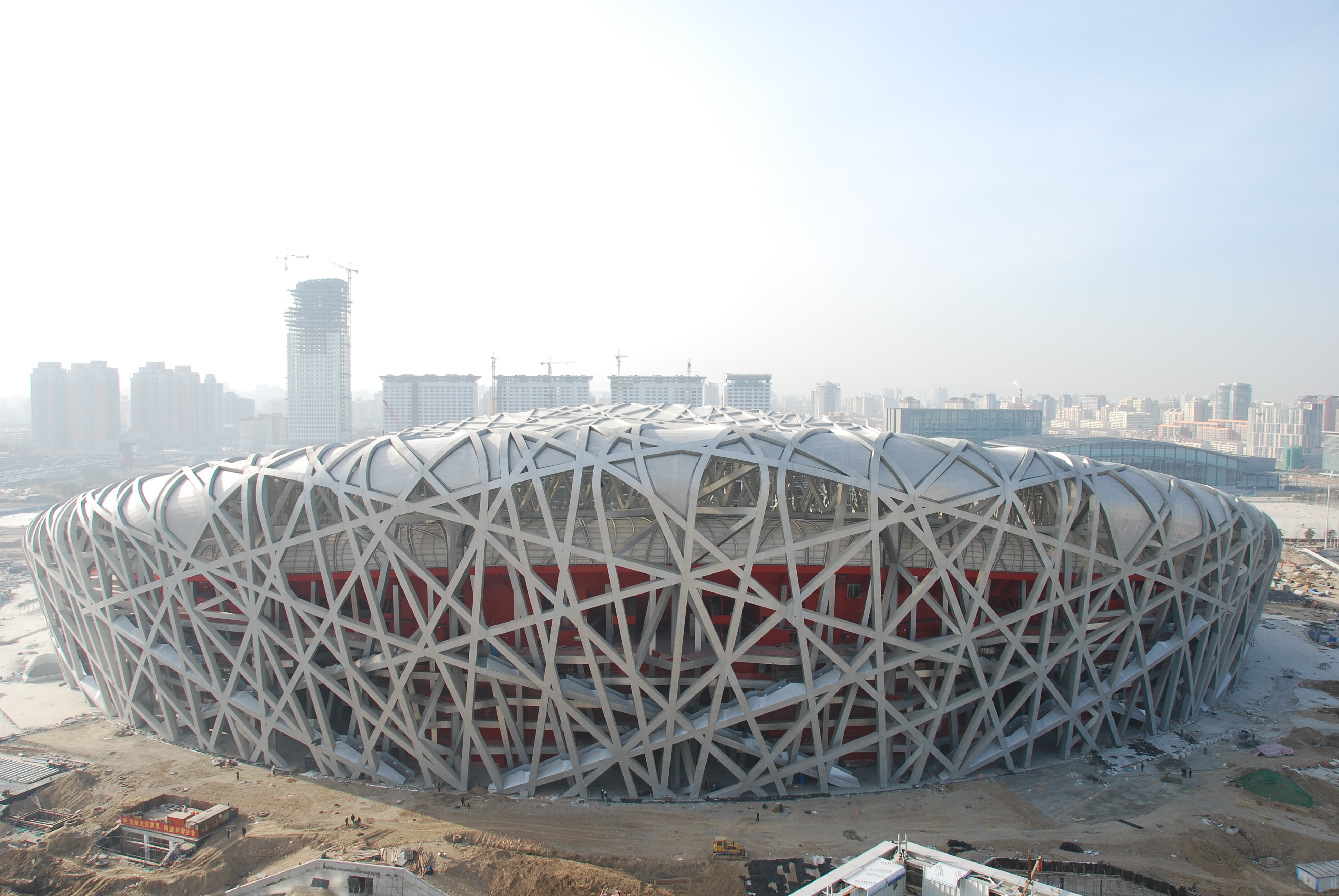
Le stade national de Pékin avant la cérémonie d'ouverture.

La date du 8 août 2008 et l'heure de télédiffusion de la cérémonie, 20h08 (heure locale), ont été choisies de façon à comporter autant de chiffres 8 que possible, ce chiffre étant un porte-bonheur en république populaire de Chine.
La cérémonie d'ouverture intervient deux jours après le début des compétitions de football, qui ont commencé dès le 6 août 2008.

## Boycott
L'idée d'un boycott de la cérémonie d'ouverture a été avancée par des opposants et envisagée par de nombreux chefs d'État, notamment par le président français Nicolas Sarkozy qui avait évoqué l'intention de ne pas assister à cette cérémonie, avant d'annoncer le 4 juillet 2008 qu'il y serait présent. Le président des États-Unis George W. Bush avait annoncé le jour précédent qu'il s'y rendrait, de même que le premier ministre japonais Yasuo Fukuda, le premier ministre australien Kevin Rudd et la présidente des Philippines Gloria Arroyo.
Les chefs d'État d'Estonie, de Pologne, d'Autriche et de République tchèque ont annoncé qu'ils boycotteraient la cérémonie.

## La cérémonie

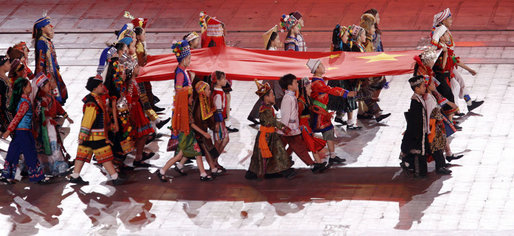
Les 56 enfants censés représenter les différentes ethnies chinoises

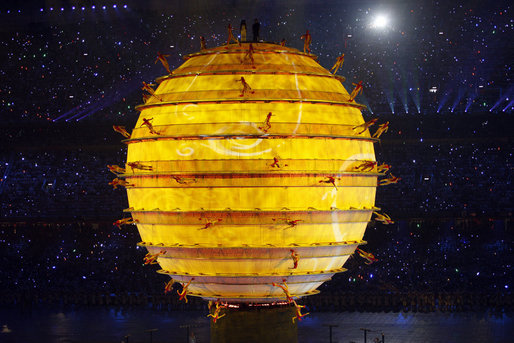
Danse à la surface de la terre.

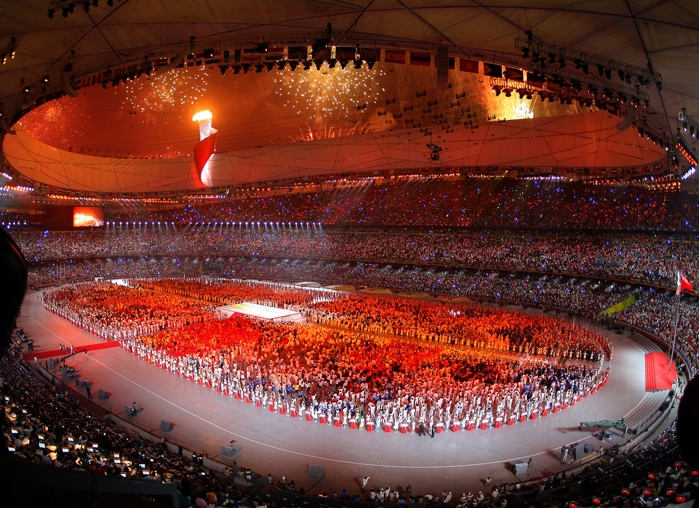
Rassemblement des athlètes au centre du stade.

La chorégraphie de la cérémonie d'ouverture est conçue et dirigée par le réalisateur chinois  Zhang Yimou et le chorégraphe Zhang Jigang, qui dirigera aussi la cérémonie de clôture. Le spectacle est axé sur la représentation de 5 000 ans d'histoire de la Chine.
Après un décompte lumineux sur la pelouse, un feu d'artifice est déclenché à 20h00 précises. 2 008 personnes, dans un mouvement d'ensemble, martèlent des tambours traditionnels chinois en scandant un proverbe de Confucius. Dans la suite du spectacle, quatorze mille figurants dansent et chantent sur différents tableaux chargés d'effets visuels forts, représentant les 5 000 ans d'histoire de la Chine et ses grandes réalisations : invention de la boussole, de la poudre noire, du papier et de l'imprimerie, commerce de la soie, construction de la Grande Muraille, entre autres. Si les grandes dynasties des Tang et des Ming sont mises à l'honneur, ni celle des Qing (au XVIIIe siècle, marquant un affaiblissement de la Chine par rapport à l'Europe), ni les événements du XXe siècle ne sont évoqués.
Intervient ensuite la parade des nations, comme toujours ouverte par la Grèce, qui bénéficie de ce privilège en sa qualité de pays fondateur des Jeux olympiques, et clôturée par le pays hôte, la Chine. Entre les deux, conformément à la tradition, les 202 autres pays défilent dans l'ordre alphabétique de la langue de la nation organisatrice des Jeux : le chinois n'utilisant pas d'alphabet mais des sinogrammes simplifiés, l'ordre est ici déterminé par la méthode de classement employée dans les dictionnaires chinois, à savoir le nombre de traits du premier caractère et, éventuellement, des suivants. À la demande de la Corée du Nord, les délégations de Corée du Sud et de Corée du Nord, en raison des tensions politiques existant entre les deux pays, défilent toutefois séparément, bien qu'elles soient apparues ensemble lors des deux éditions précédentes des Jeux, en 2000 et 2004. En 2008, elles marchent séparées par trois autres délégations, alors qu'elles auraient dû se suivre selon l'ordre des noms chinois du défilé.
Au cours de la parade des nations, les athlètes de chacun des comités nationaux olympiques participants défilent précédés par le drapeau de leur pays, brandi par le porte-drapeau qu'ils ont désigné. Les États-Unis ont symboliquement choisi d'attribuer ce rôle à Lopez Lomong, réfugié d'un camp du Darfour, témoignant ainsi un signe de protestation contre le soutien apporté par la Chine au Soudan.
Le porte-drapeau de la délégation chinoise, le basketteur Yao Ming, est accompagné d'un jeune garçon survivant du tremblement de terre du Sichuan de mai 2008.
À la fin du défilé, le président de la république populaire de Chine Hu Jintao déclare officiellement ouverts les XXIXe Jeux olympiques d'été. Le serment olympique est prononcé par la pongiste Zhang Yining pour les athlètes et par l'ex-gymnaste Huang Liping pour les juges :
« Au nom de l'ensemble des compétiteurs, je fais le serment que nous prendrons part à ces Jeux olympiques dans le respect du règlement les régentant, nous engageant pour un sport sans dopage, dans le plus pur esprit du sport, pour l'honneur de nos équipes. »
« Au nom des juges et officiels, je promets que durant ces Jeux olympiques nous officierons en totale intégrité, en respect du règlement et dans le plus pur esprit du sport. »
La flamme olympique fait ensuite son entrée dans le stade, relayée par plusieurs anciens champions chinois. Le dernier relais est assuré par l'ancien gymnaste Li Ning, sextuple médaillé aux Jeux olympiques de 1984 à Los Angeles. Suspendu par un câble, il simule dans les airs une course sur le dernier quart de son parcours, le long de l'écran géant ceinturant le toit du stade, où est alors projeté un tapis se déroulant devant lui, avant d'allumer la vasque olympique. La cérémonie est ensuite clôturée par un gigantesque feu d'artifice.
Le coût de cette cérémonie d'ouverture s'élève à cent millions de dollars, soit le double de celui des cérémonies des précédents Jeux olympiques à Athènes en 2004.
Plusieurs jours après la cérémonie, le 12 août, il a été révélé que la petite fille ayant interprété L'Ode à la patrie n'avait en fait que mimé le chant. Elle a été retenue pour la cérémonie uniquement en raison de sa beauté et fut suppléée par une autre fille pour l'interprétation du chant. Par ailleurs, des images pré-enregistrées et modifiées ont été ajoutées pendant la retransmission de la cérémonie, en particulier des images du feu d'artifice pour éviter les problèmes liés au brouillard de pollution. Le 16 août 2008 il a été révélé que les 56 enfants représentant les différentes ethnies de la Chine en costumes traditionnels n'étaient en fait que des enfants Han.

## Personnalités présentes

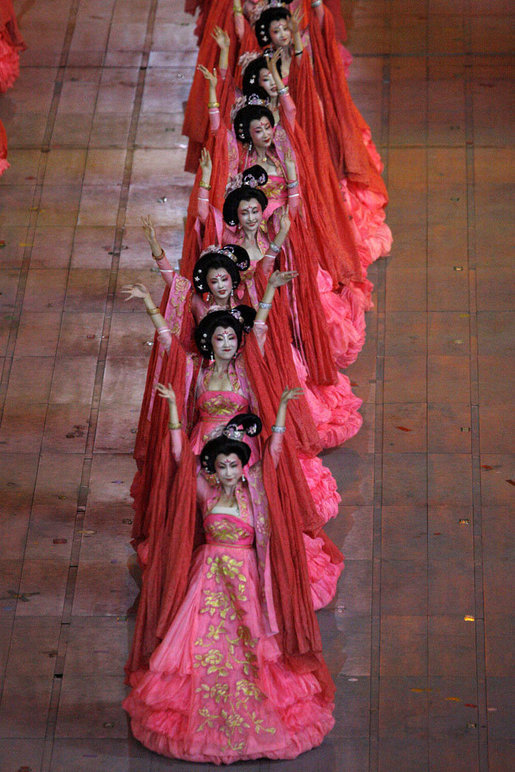
Démonstration de femmes chinoises lors de la céréemonie d'ouverture.

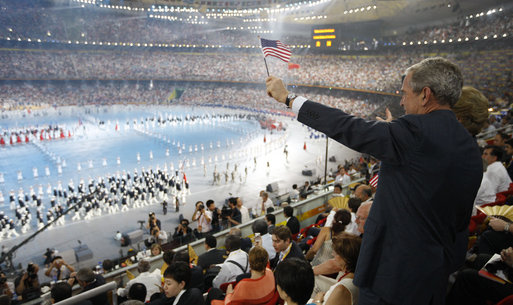
Le président américain George W. Bush saluant la délégation américaine.

### Personnalités du monde du sport
Un grand nombre de participants sont présents dans le stade durant la cérémonie afin de participer au défilé des porte-drapeau olympiques.

### Personnalités politiques
Outre le président chinois Hu Jintao qui copréside la cérémonie avec le président du CIO, le Belge Jacques Rogge, plusieurs chefs d'État, premiers ministres ou altesses royales représentent leur pays :

Par ordre alphabétique, liste non exhaustive
- Afghanistan par le président Hamid Karzai
- Algérie par le président Abdelaziz Bouteflika
- Brésil par le président Lula
- Espagne par le prince Felipe
- États-Unis par le président George W. Bush
- France par le président Nicolas Sarkozy et Bernard Accoyer, président de l'Assemblée nationale
- Gabon par le président Omar Bongo
- Israël par le président Shimon Peres
- Monaco par le prince Albert II de Monaco, également membre du CIO
- Philippines par la présidente Gloria Arroyo
- Russie par le premier ministre et ancien président Vladimir Poutine
- Suisse par le président de la Confédération Pascal Couchepin